# Cumpăna (film)
Cumpăna este un film românesc din 1979 regizat de Cristiana Nicolae. Rolurile principale au fost interpretate de actorii Ernest Maftei, Ovidiu Iuliu Moldovan, Ioana Pavelescu.

## Distribuție
Distribuția filmului este alcătuită din:
- Ioana Pavelescu — Fulga
- Dinu Lazăr — Anton Ionescu zis Anty
- Adina Popescu — Livia
- Florin Zamfirescu — Vova
- Ovidiu Iuliu Moldovan — Pavel
- Mircea Albulescu — Bogdan
- Ernest Maftei — Bucur, tata bun